# 羅曼努斯一世
羅曼努斯一世，全名為羅曼努斯·利卡潘努斯（希臘語：Ρωμανός Α΄ Λακαπήνος，Rōmanos I Lakapēnos；870年—948年6月15日），於920年至944年在位拜占庭帝國皇帝。

## 生平
羅曼努斯·利卡潘努斯是一名亞美尼亞農民的兒子。君士坦丁七世在位期間，因前拜占庭帝國皇帝亞歷山大隨意撤銷了拜占庭帝國在896年和約中承諾支付給保加爾人的年貢，給予西蒙大帝重開戰端的藉口。913年8月，保加爾人已兵臨君士坦丁堡城下，雙方談判時，西蒙大帝要求成為大教長親手加冕為皇帝，並成為君士坦丁七世的岳父。拜占庭帝國答應條件後，西蒙大帝退兵，但是這時拜占庭帝國的宮廷發生政變而將和議廢除。雙方爆發了新的戰爭。拜占庭帝國被打敗，而當時身為帝國艦隊的指揮官羅曼努斯·利卡潘努斯卻乘機崛起。他成功地偷襲佐伊皇后的寵臣，名將尼基弗魯斯的兒子利奧·福卡斯，奪取政府的權力。跟着他精明地逐步將佐伊皇后及其親信清除出政府。大權獨攬後，於919年5月，他將女兒海倫娜嫁給小皇帝君士坦丁七世為妻子。羅曼努斯便成為皇帝的岳父，得到"皇丈"稱號。920年9月24日，羅曼努斯被提升為凱撒。同年12月17日，他再被提升為共治皇帝，成為拜占庭帝國的主宰。

## 統治期間

### 外交及戰事
羅曼努斯一世成為皇帝後，他要面對強大的保加利亞第一帝國的入侵，924年，西蒙大帝再次兵臨君士坦丁堡城下，他的大軍面對此座堅城時，一籌莫展，只好又一次進行和議。最後，雙方認可對方的地位，西蒙大帝在保加利亞第一帝國領土內可用皇帝稱號，而雙方的邊界並無改變。羅曼努斯一世的外交手腕，使西蒙大帝不斷遭受挫折。首先是拜占庭帝國成功拉攏克羅地亞人的國王托米斯拉夫為地方總督，即時將克羅地亞地區變成拜占庭帝國的管轄區，跟着又拉攏保加爾人幫助下建立塞爾維亞王權的扎哈利亞斯轉投拜占庭帝國，保加爾人派去鎮壓塞爾維亞被打敗，最終西蒙大帝要於924年前後才征服整個塞爾維亞人國家。此時，克羅地亞人作為拜占庭帝國的盟友入侵保加利亞，於926年大敗保加爾人。西蒙大帝要在教皇的調停下才與克羅地亞人達成和約。此後，西蒙大帝又計劃對拜占庭開戰，但是卻在927年5月27日突然去世。
西蒙大帝去世後，形勢立即改變。西蒙之子彼得繼位，彼得為人軟弱放縱，他匆忙與拜占庭講和，并與羅曼努斯之長子赫里斯托弗·羅曼努斯的女兒瑪利亞結婚。拜占庭帝國自此在南斯拉夫人地區的地位穩固，新的塞爾維亞人國王察斯拉夫·卡羅尼米洛維奇也與克羅地亞人的國王托米斯拉夫一樣成為拜占庭帝國的盟友。
平定了西方的保加利亞後，拜占庭帝國就向東方的亞美尼亞人進攻。杰出的將領約翰·庫庫拉斯先於931年收復了美里特奈，雖然其後落入阿拉伯人之手，他再於934年5月19日重新占領該城。雖然其後再被阿拉伯人打敗，但是趁阿拉伯人內訌而得以喘息。最終於941年，約翰·庫庫拉斯在博斯普魯斯海峽大敗俄羅斯軍隊後，於943年在東方戰線取得輝煌的勝利。

### 皇宮鬥爭
921年5月20日，羅曼努斯一世的長子赫里斯托弗·羅曼努斯被提升為共治皇帝，924年12月25日，另外兩位兒子斯蒂芬·羅曼努斯及君士坦丁·羅曼努斯一同成為共治皇帝，而赫里斯托弗的排名更在君士坦丁七世之前。羅曼努斯一世成功大權在握，他第四子塞奧非拉克特被安排做教會事務，更於933年2月2日，以16歲之齡成為大教長。可惜長子赫里斯托弗於931年逝世。正當羅曼努斯一世權衡他兩名兒子能力，沒有及時宣佈兩名兒子的排名在君士坦丁七世前之時，斯蒂芬·羅曼努斯及君士坦丁·羅曼努斯卻担心羅曼努斯一世會在死後，會將權力交回給君士坦丁七世，所以二人便發動宮廷政變，於944年12月16日，下令逮捕羅曼努斯一世並囚禁他在王子群岛上。
斯蒂芬及君士坦丁卻是打錯了算盤，他們的政變促使君士坦丁七世受民眾擁護，父皇的支持者又離他們而去，在他們仍未策劃清除君士坦丁七世前，於945年1月27日，君士坦丁七世下令逮捕兩人并流放外地，兩人最後在流放地暴死。

## 死亡
羅曼努斯一世並未被女婿召回，他在流放地作為一位修道士，於948年6月15日孤獨地死於流放地。